# Elie Botbol
Elie Botbol (Meknès, 1954 – Gerusalemme, 2018) è stato un compositore marocchino.
Botbol esercitò la professione di psicologo e si trasferì per lavoro a Parigi, dove nel 1979 pubblicò la canzone Gam Gam composta da lui stesso. Questa canzone fu cantata per la prima volta da ragazzi ebrei dai 15 ai 17 anni di origine francese, riuniti nella banda musicale dei Les Chavitim creata da Botbol stesso. La canzone, tratta dal Salmo 23 del Libro Ebraico, veniva cantata dai ragazzi ebrei nelle piazze della capitale francese e, nel 2013, fu esibita in un vero e proprio concerto di minorenni. Botbol viaggiò anche a Gerusalemme, dove morì nel 2018.
| Controllo di autorità | VIAF (EN) 17259274 · LCCN (EN) no2018056774 · BNF (FR) cb121436809 (data) · J9U (EN, HE) 987007310871005171 |